# Joeri Joemasjev
Joeri Joemasjev (Russisch:Юрий Юмашев) (20 februari 1941) is een voormalig langebaanschaatser die tijdens zijn carrière uitkwam voor de Sovjet-Unie.
Joemasjev nam drie keer deel aan de Europese - en eenmaal aan de wereldkampioenschappen allround. Zijn beste prestatie leverde hij in 1964. Hij werd dat jaar tweede op het EK in Oslo. Hij kwam bij zijn debuut slechts 0,1 punt tekort om landgenoot Ants Antson te kloppen. Joemasjev zou daarna nooit meer in de buurt van het EK-podium komen. Nationaal nam hij een keer plaats op het erepodium bij de allroundkampioenschappen, in 1970 werd hij tweede.

## Resultaten
| Jaar | EK Allround | WK Allround |
| ---- | ----------- | ----------- |
| 1964 | Zilver      |             |
| 1965 | 13e         |             |
| 1970 | 14e         | 15e         |

### Medaillespiegel
| Kampioenschap | Goud · | Zilver · | Brons · |
| ------------- | ------ | -------- | ------- |
| EK Allround   |        | 1        |         |